# Joseph Böhm
Joseph Böhm (maďarsky: Böhm József; 4. dubna 1795 Pešť – 28. března 1876 Vídeň) byl houslista maďarského židovského původu, ředitel Univerzity múzických umění ve Vídni, proslulý houslový pedagog, zakladatel Vídeňské houslové školy.

## Život
Narodil se v Pešti v židovské rodině. Jeho prvními učiteli byli otec, který byl koncertním mistrem pešťtské opery, a občas i houslový virtuóz Pierre Rode. Josephův bratr (dědeček slavného matematika George Cantora) byl rovněž houslistou; působil v Rusku.
Od osmi let podnikal koncertní cesty do Polska. Ve Vídni vystoupil poprvé v roce 1816 a brzy si vydobyl uznání obecenstva i kritiky. Přispělo k tomu i to, že jako jeden z prvních houslistů hrál své koncerty bez not, zpaměti, což tehdy ještě nebylo zvykem. Podnikl s velkým úspěchem koncertní turné do Itálie, Německa i Francie.
Böhm se rovněž věnoval komorní hudbě. V době, kdy primárius Schuppanzighova kvarteta Ignaz Schuppanzigh (1776-1830) pobýval v Petrohradu převzal roku 1819 zbývající členy kvarteta (Karl Holz (1798-1858, 2. housle), Franz Weiss (1778-1830, viola) a Joseph Linke (1783-1837, violoncello). Kvartet proslul zejména těsnou spoluprací s Ludwigem van Beethovenem při uvádění jeho kvartet. Po návratu Schuppanzigha z Ruska se kvartet rozpadl. Böhm se však komorní hudbě věnoval i nadále. 26. března 1828 uvedl v premiéře Schubertovo Trio op. 100.
1. června 1819 byl jmenován profesorem Univerzity múzických umění ve Vídni. Jeho učební metody a síla jeho osobnosti vedly k označení generace houslistú vzešlých v té době z vídeňské univerzity jako Vídeňská houslová škola. Mezi jeho žáky byli např. Jenő Hubay, Joseph Joachim, Edouard Reményi, Heinrich Wilhelm Ernst, Jakob Dont, Georg Hellmesberger, Jakob Grün a Sigismund Bachrich.
V letech 1921–1868 byl členem Císařského dvorního orchestru. Podílel se tak na mnoha historicky významných koncertech, včetně uvedení Beethovenovy 9. symfonie za osobního řízení autora.
Jako skladatel se příliš neuplatnil Zkomponoval pouze několik drobných skladeb odpovídajících vkusu tehdejší doby.
Zemřel ve Vídni v pokročilém věku 81 let.